# Rok Trzech Cesarzy
Rok Trzech Cesarzy (niem. Dreikaiserjahr) – termin odnoszący się do roku 1888 w historii Niemiec. Jest to okres Cesarstwa Niemieckiego, kiedy to w jednym roku rządziło trzech cesarzy: Wilhelm I Hohenzollern, Fryderyk III Hohenzollern i Wilhelm II Hohenzollern. Do dzisiaj w szkołach niemieckich, aby zapamiętać tę datę używa się powiedzenia: drei Achten, drei Kaiser, co oznacza „trzy ósemki, trzech cesarzy”.

## Historia
9 marca 1888, po długim okresie panowania, zmarł cesarz Wilhelm I Hohenzollern (pierwszy władca Cesarstwa Niemieckiego), po którym na tron wstąpił jego syn, Fryderyk Wilhelm zwany Fryderykiem III Hohenzollern. Znany był ze swych liberalnych poglądów. W czasie kiedy obejmował tron miał już 56 lat i raka krtani, którego, bez efektu, operowano. Z powodu swej choroby, Fryderyk nie mógł mówić i musiał komunikować się pisząc. Jego rządy, które trwały tylko 99 dni nie miały znaczącego wpływu na historię kraju. Zmarł 15 czerwca 1888 roku. Jego syn, Wilhelm II Hohenzollern, wstąpił na tron w wieku 29 lat. W przeciwieństwie do ojca nie miał poglądów liberalnych. Ostatecznie doprowadził Niemcy do I wojny światowej. Rządził do swej abdykacji i upadku Cesarstwa Niemieckiego, który nastąpił wraz z zakończeniem wojny w roku 1918.

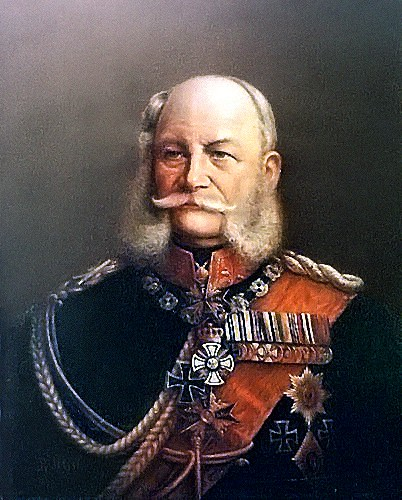
Wilhelm I Hohenzollern (panował 1871–1888)
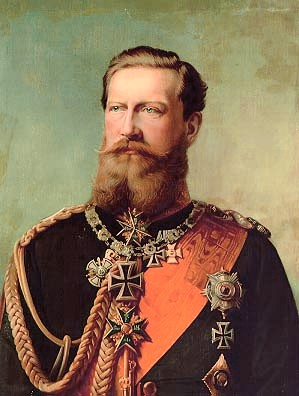
Fryderyk III Hohenzollern (panował w 1888)
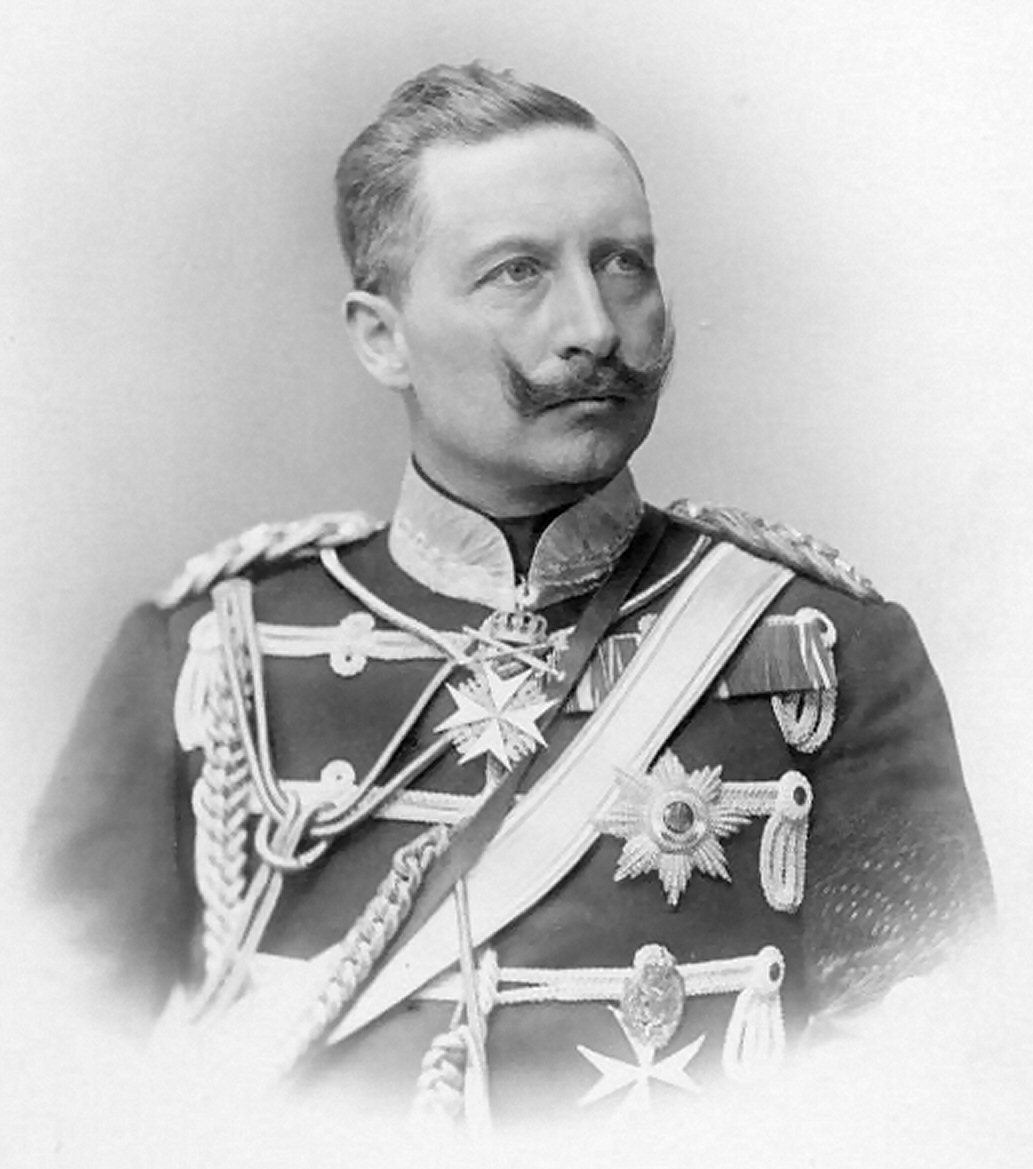
Wilhelm II Hohenzollern (panował 1888–1918)

## Upamiętnienie
- Fontanna Trzech Cesarzy w Ostródzie